# Taite
Taite (llamada Taidu en las fuentes asirias) fue una de las capitales del imperio de Mitanni. Su ubicación exacta se desconoce, aunque se especula que podría estar en la región del río Jabur. El sitio de Tell Hamidiya (Tall al-hamidiya) ha sido identificado con Taite por el especialista italiano Mirjo Salvini.